# Sertularia fissa
Sertularia fissa is een hydroïdpoliep uit de familie Sertulariidae. De poliep komt uit het geslacht Sertularia. Sertularia fissa werd in 1904 voor het eerst wetenschappelijk beschreven door Thornely. 